# Apoy Sa Dagat
Apoy Sa Dagat é uma telenovela filipina exibida em 2013 pela ABS-CBN. Foi protagonizada por Angelica Panganiban, Piolo Pascual e Diether Ocampo, e com atuação antagônica de Angel Aquino.

## Elenco
- Angelica Panganiban - Rosanna "Serena Mirasol" del Sol / Rebecca del Sol
- Piolo Pascual - Ruben Manubat
- Diether Ocampo - Anton Lamayre
- Aiko Melendez - Odessa Villarosa-del Sol
- Angel Aquino - Adrianna Lamayre
- Liza Lorena - Ildelfonsa del Sol
- Freddie Webb - Manolo Lamayre
- Perla Bautista - Lornita Mirasol
- Sylvia Sanchez - Tessie / Calixta Caballero
- Ricardo Cepeda - Benedict D. Manubat "BDM"
- Eric Fructuoso - Tristan Corpuz / Theodoro Balitaan
- Iya Villania - Helena Redentor
- Moi Bien - Piper
- Melai Cantiveros - Paprika "Pops" Mendoza
- Regine Angeles - Kara
- Bryan Santos - Liam "Orwell" Manubat